# Роуз Крик (Минесота)
Роуз Крик (енгл. Rose Creek) град је у америчкој савезној држави Минесота.

## Демографија
По попису из 2010. године број становника је 394, што је 40 (11,3%) становника више него 2000. године.
| Група             | 2000.       | 2010.       |
| Белци             | 351 (99,2%) | 378 (95,9%) |
| Афроамериканци    | 0 (0,0%)    | 0 (0,0%)    |
| Азијати           | 0 (0,0%)    | 0 (0,0%)    |
| Хиспаноамериканци | 3 (0,8%)    | 8 (2,0%)    |
| Укупно            | 354         | 394         |